# Klingenberg (Lübeck)

Lage des Klingenbergs (rot markiert)

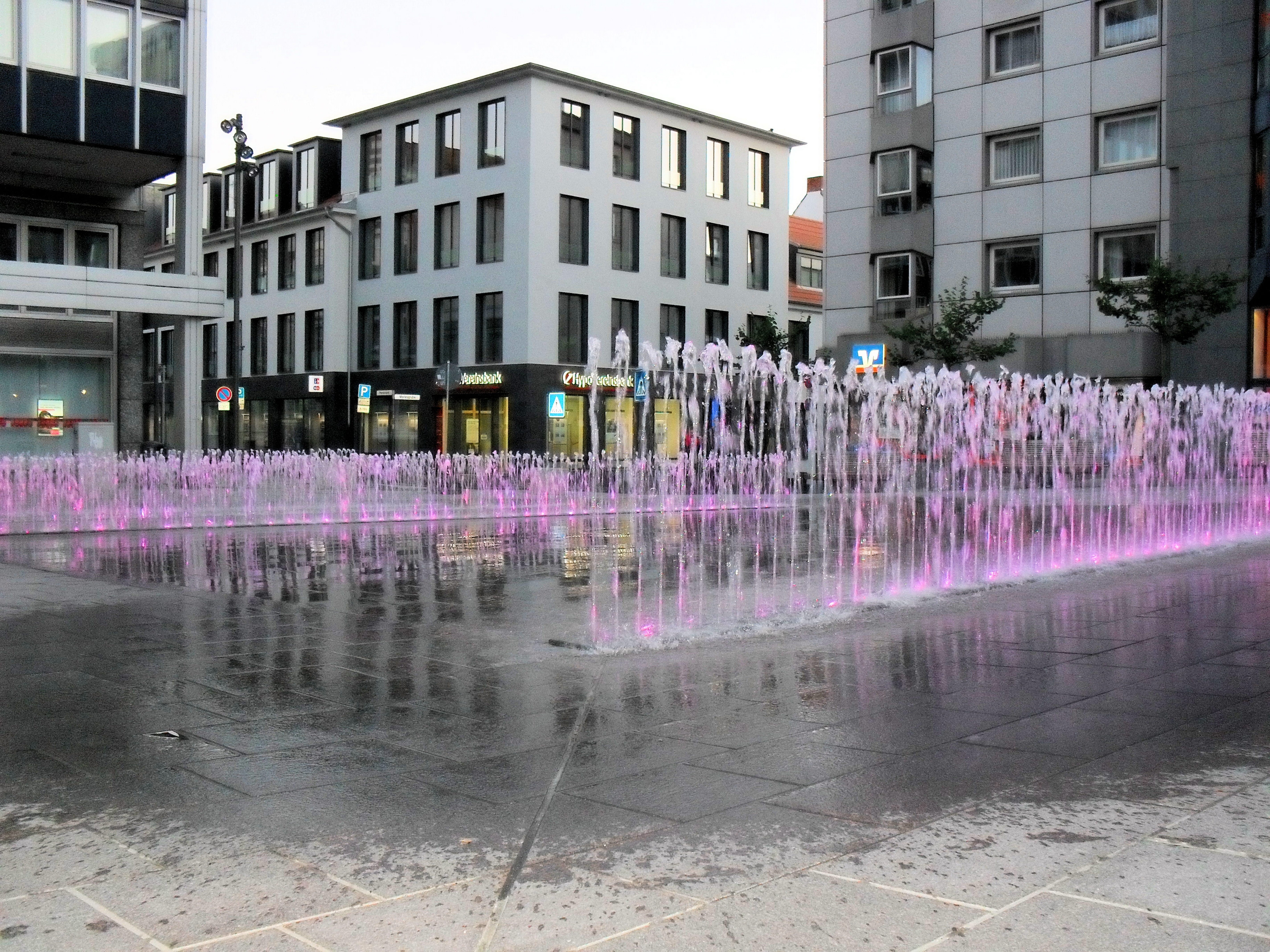
Die abendlich beleuchteten Wasserspiele auf dem Klingenberg

Der Klingenberg ist ein bedeutender Platz im Süden der Lübecker Altstadt. Hier fand einst der Markt für Schmiedeerzeugnisse statt. In Richtung Norden zweigt links die Schmiedestraße ab. Er bildet das städtebauliche Gegenstück zum Koberg (einst Markt für Brauereierzeugnisse) im Norden der Altstadtinsel. An beiden Plätzen vereinigen sich die beiden in nord-südlicher Richtung verlaufenden Hauptachsen des Lübecker Straßensystems (Königstraße und Breite Straße/Sandstraße).

## Namensdeutung
Es wird angenommen, dass sich der Name auf eine hier ehemals existierende („klingende“) Quelle bezieht. Dafür sprechen auch die Namen der zur Trave hinabführenden Seitenstraßen (Depenau = „tiefe Au“, Kiesau = „kiesige Au“).

## Erschließung
Der Klingenberg wird erschlossen
- von Norden: Sandstraße, Schmiedestraße
- von Süden: Pferdemarkt, Mühlenstraße
- von Osten: Aegidienstraße
- von Westen: Marlesgrube

## Bebauung
Die historische Bebauung des Klingenbergs wurde bei dem Bombenangriff auf Lübeck am 29. März 1942 nahezu vollständig zerstört (Ausnahme siehe unten).

### Warenhaus des Konsumvereins
Das Warenhaus des Konsumvereins liegt auf dem Eckgrundstück Sandstraße 24–28/Schmiedestraße. Es wurde 1928/29 im Stil Hamburger Kontorhäuser errichtet. Dieses Gebäude brannte nach dem Bombenangriff 1942 aus, blieb aber in der Bausubstanz erhalten und ist noch heute sehenswert.

### Siegesbrunnen

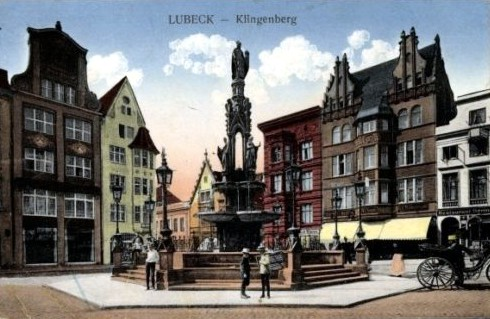
Der Siegesbrunnen

Der Siegesbrunnen wurde 1875 zur Erinnerung an den Krieg gegen Frankreich 1870/71 errichtet und 1935 abgebrochen.

### Hotel Stadt Hamburg
Das Hotel Stadt Hamburg war ein traditionsreiches Hotel am Westrand des Klingenberges. Nach Zerstörung 1942 wurde es nicht wieder aufgebaut. Heute steht dort ein Bankgebäude, das bis zu dessen Überbauung in den 1970er Jahren Erweiterungsneubau des Kaufhauses am Klingenberg und mit einer geschlossenen Brücke mit diesem verbunden war. Vor dem Hotel befanden sich zwei lebensgroße Löwen-Plastiken, entworfen von Christian Daniel Rauch und angefertigt durch die Königlich Preußische Eisengießerei in Eisenguss. Sie überstanden den Bombenangriff und wurden 1949 vor dem Holstentor aufgebaut, wo sie noch heute ein beliebtes Fotomotiv darstellen.

## Gegenwart
Im Zuge der 2010 bis 2012 vorgenommenen Umgestaltung wurden die Fahrbahnen der Sandstraße sowie der Mühlenstraße (bis zur Einmündung der Königstraße) deutlich verengt, so dass die beidseitigen Bürgersteige erheblich mehr Flächen erhielten. Anstelle des historischen Brunnens (siehe dort) wurden in die Pflasterung Wasserspiele eingebaut. Die Schmiedestraße wurde durch absenkbare Straßensperren zur Sackgasse, so dass eine Durchfahrt von der Holstenstraße zum Klingenberg nicht mehr möglich ist. Durch die vollflächige Pflasterung des Platzes mit grauen Granitplatten entsteht der Eindruck einer großzügigen Raumgestaltung. Der Hotelneubau in der Schmiedestraße fügt sich widerspruchlos in den Gesamteindruck ein.

### Aktuelle Ansichten

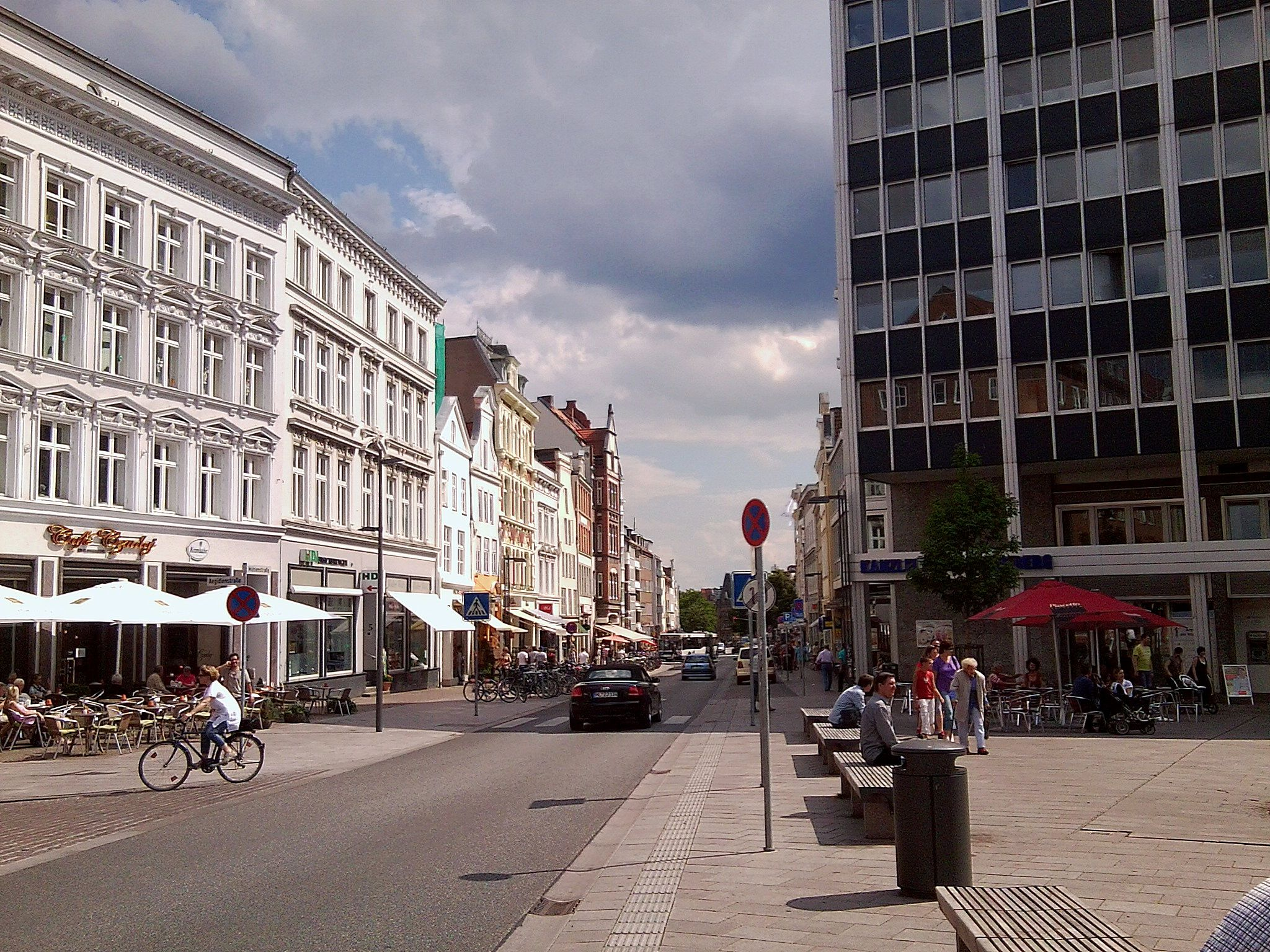
Klingenberg (neu 2012)-Blick in die Mühlenstrasse
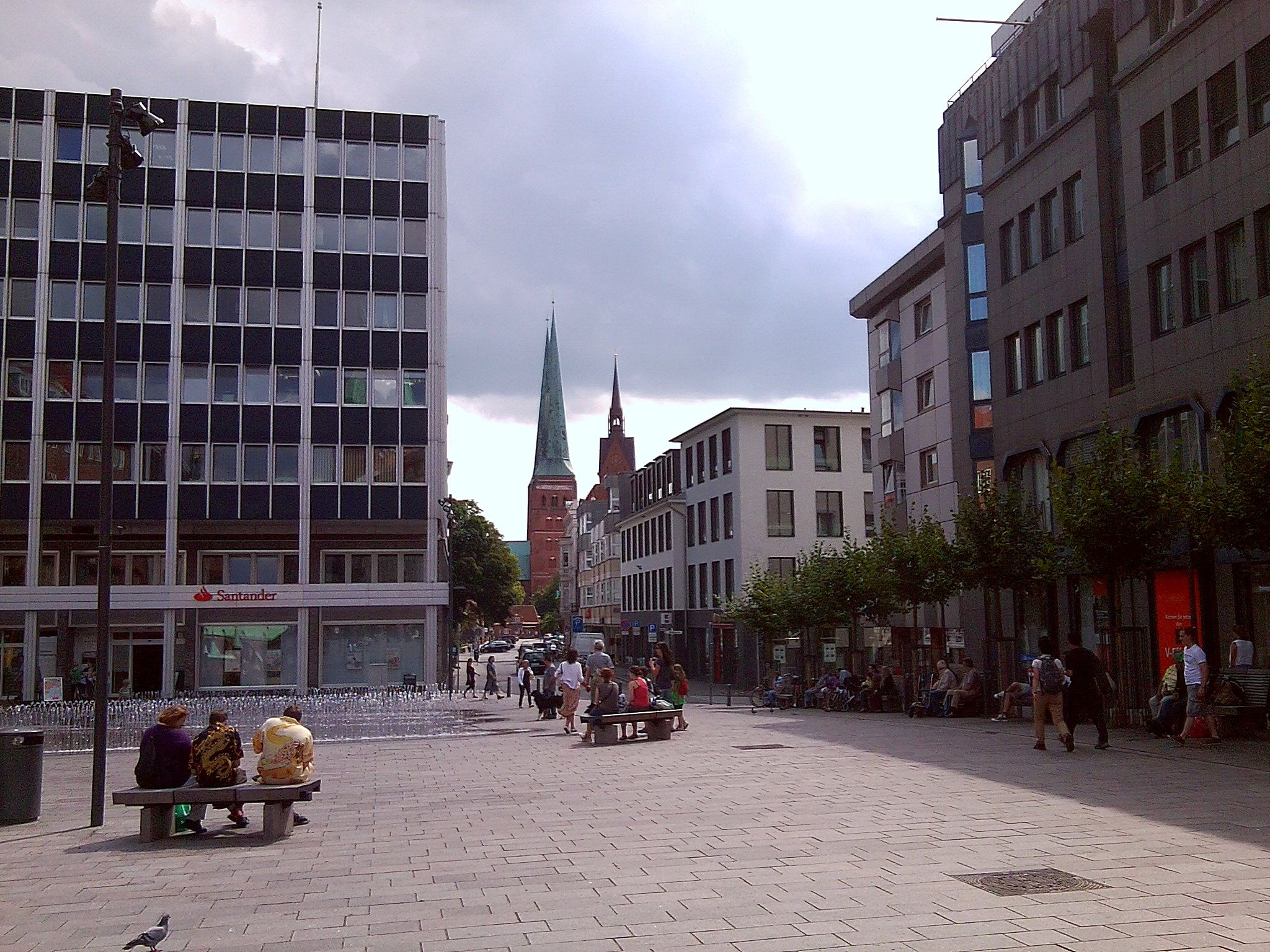
Klingenberg (neu 2012)-Blick in die Parade, links die neuen Wasserspiele
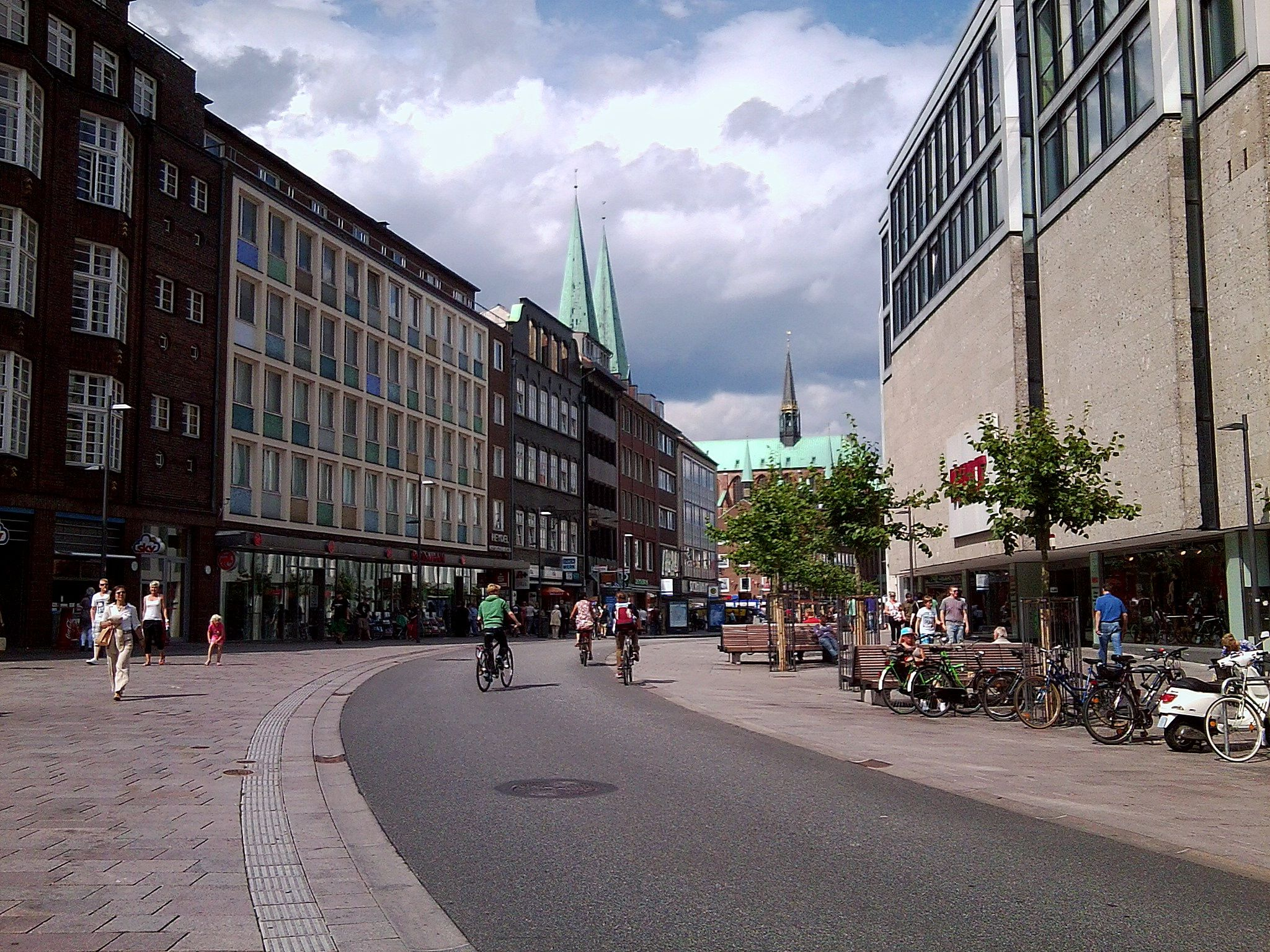
Klingenberg (neu 2012)-Blick in die Sandstrasse
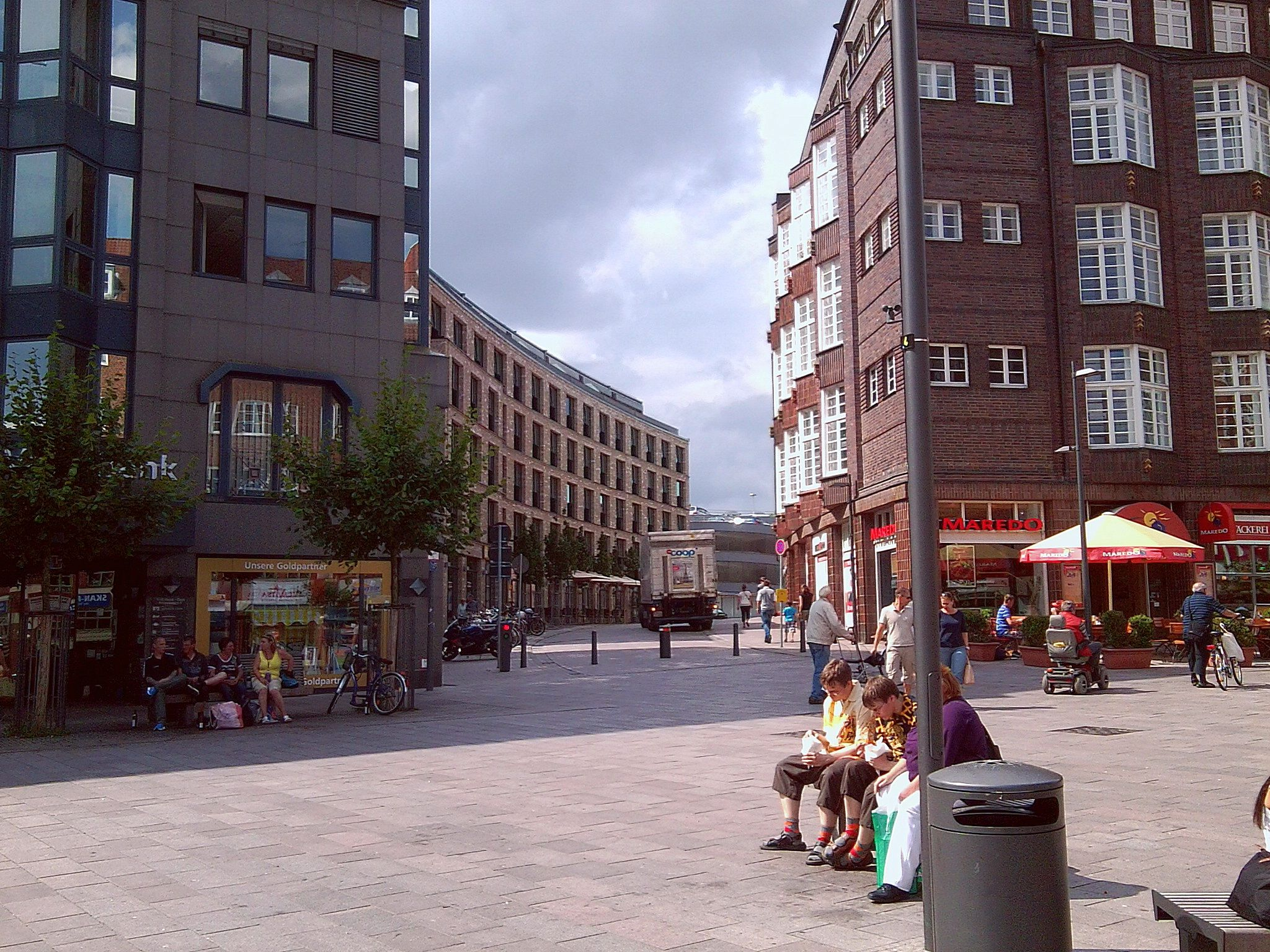
Klingenberg (neu 2012)-Blick in die Schmiedestrasse

### Historische Ansichten

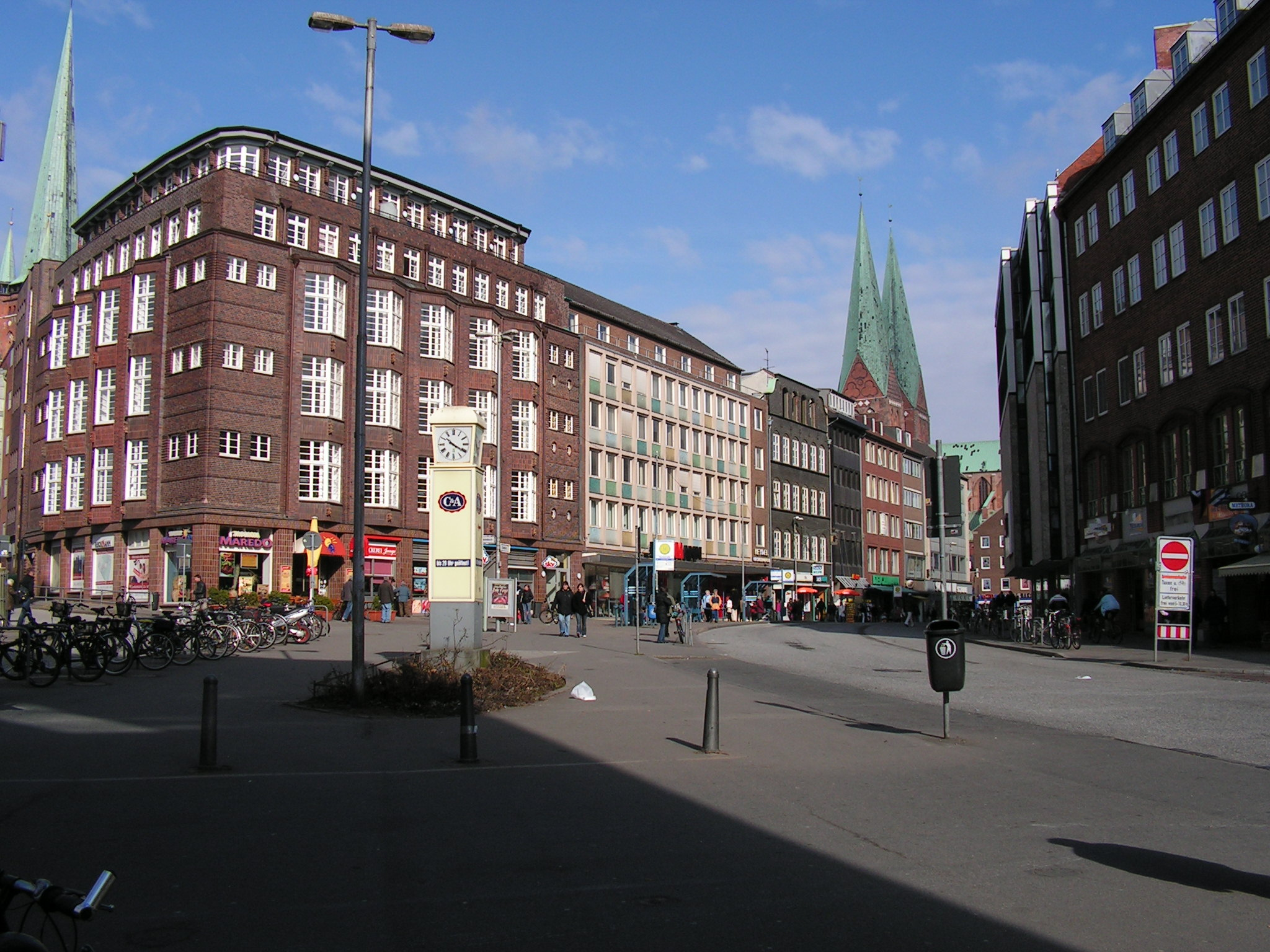
Klingenberg (vor 2012)-Blick nach Norden in die Sandstraße (links das ehemalige Warenhaus des Konsumvereins)
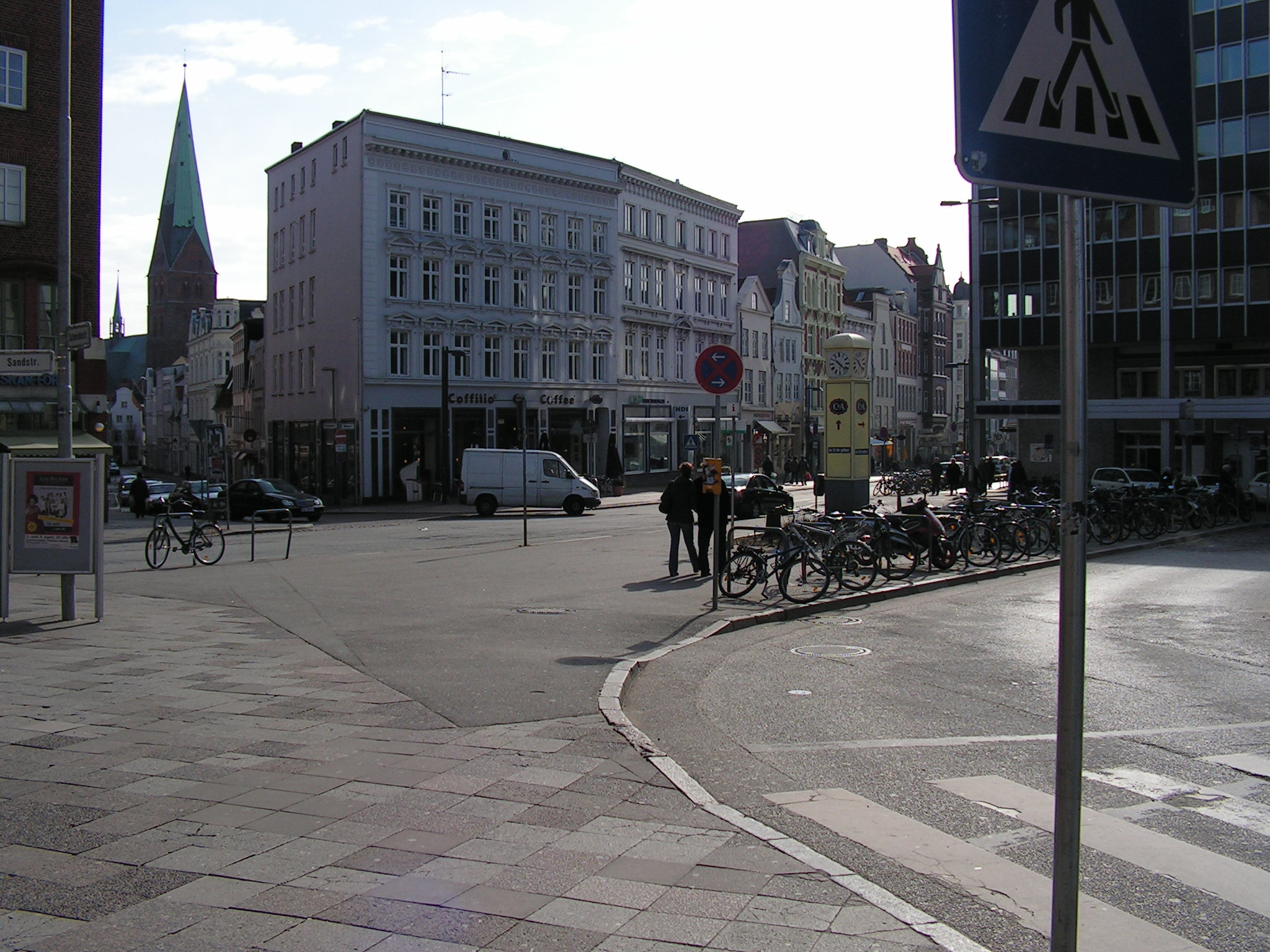
Klingenberg (vor 2012)-Blick nach Süden in die Aegidienstraße (links) und Mühlenstraße (Mitte)
Klingenberg, um 1880. Hinter dem 1935 abgebauten neugotischen Brunnen Lübecks Nobelhotel Stadt Hamburg, das 1942 durch Fliegerbomben zerstört wurde
Klingenberg: Südseite mit Blick in den Pferdemarkt, um 1900
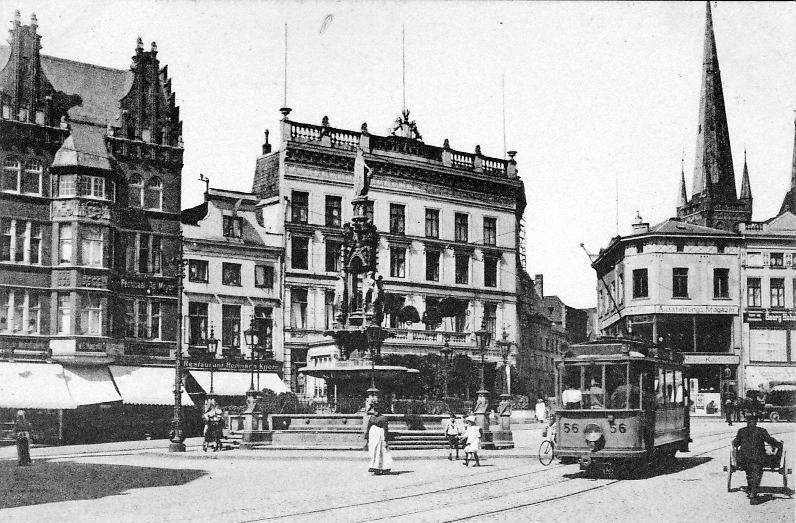
Klingenberg um 1905
Klingenberg mit Siegesbrunnen
Klingenberg in Richtung Kohlmarkt